# Молодовка (Липецкая область)
Мо́лодовка — деревня Долгоруковского сельского поселения Долгоруковского района Липецкой области.

## География
Деревня Молодовка находится в центральной части Долгоруковского района, в 6 км к востоку от села Долгоруково. Располагается на берегах реки Снова.

## История
Молодовка известна с XVIII века. Упоминается как деревня «Жерновая», название по занятию местных жителей обработкой камней для жерновов.
В 1887 году в Молодовке насчитывалось 25 дворов.
В 1905 году Молодовка отмечается в приходе Покровской церкви села Жерновное.
В 1926 году в Молодовке отмечается 63 двора, в которых проживает 343 жителя. В 1932 году — 361 житель.
В начале XX века деревня относилась к Сергиевской волости (центр — Меньшой Колодезь) Елецкого уезда Орловской губернии. С 1928 года Молодовка в составе Долгоруковского района Елецкого округа Центрально-Чернозёмной области. После разделения ЦЧО в 1934 году, деревня вошла в состав Долгоруковского района Воронежской, с 1935 года — Курской, с 1939 года — Орловской, а с 1954 года вновь образованной Липецкой области.

## Население
| 2010 |
| ---- |
| 13   |

## Транспорт
В 1 км к северу от Молодовки располагается шоссе связывающее Долгоруково с Задонском и Липецком. Пассажирское сообщение осуществляется автобусом, курсирующим по маршруту Долгоруково — Долгуша.
Молодовка связана грунтовыми дорогами с селом Долгоруково, деревнями Екатериновка, Ивановка, Царёвка.